# Pișcolt-Kultur
Die mittelneolithische Pișcolt-Kultur ist im östlichen Ungarn, nordwestlichen Rumänien und der transkarpathischen Ukraine verbreitet. Der eponyme Fundort ist das Dorf Pișcolt (Kincsverem) im Westen des Kreises Satu Mare an der Hauptstraße zwischen Szathmar und Oradea. Ursprünglich war das nahegelegene Ciumești, bekannt durch seinen La-Tène-Friedhof und den Adler-Helm als namensgebender Fundort vorgesehen.

## Forschungsgeschichte
Erste Grabungen am namengebenden Fundort fanden 1970–1977 durch Janós Németi, den damaligen Leiter des Museums in Carei, statt.

## Materielle Kultur
Die Pișcolt-Keramik ist durch schwarze Bemalung auf hellem Grund charakterisiert, die mit Bitumen oder Birkenpech ausgeführt wurde. Die Muster sind meist parallele Kurven, die Spiralen, Rhomben oder Dreiecke füllen, die Muster erinnern an die der zeitgleichen nordungarischen Bükk-Kultur. Oft ist die eigentliche Bemalung abgeblättert und nur noch ihre Spuren sind sichtbar. Die Feinkeramik ist meist sorgfältig geglättet und mit Druschresten und Sand gemagert, die Grobkeramik erinnert, besonders in den frühen Phasen, noch stark an die entsprechenden Gefäße der späten Stufe von Körös/Criș.
Die Tonaltäre sind ebenfalls klar von altneolithischen Vorbildern abgeleitet. Die Figurinen können ebenfalls bemalt sein, zeigen jedoch teilweise die dreieckig abgesetzten Gesichter, wie sie für die Vinča-Kultur Serbiens typisch sind. Zum keramischen Inventar zählen auch Siebgefäße und Webgewichte sowie Miniaturgefäße.
Steingeräte bestehen aus lokalem Silex und ungarischem Obsidian.

## Befunde
Bis jetzt sind vor allem Gruben bekannt. Die Existenz von Grubenhäusern ist umstritten. Einzelne Pfostenlöcher verweisen auf die Existenz ebenerdiger Häuser.

## Synchronismen
In Zentral-Ungarn folgt auf die Körös-Kultur die Szakálhát-Gruppe, die mit Pișcolt synchronisiert wird.
In Zentral-Transsilvanien findet sich zeitgleich mit Pișcolt die Zau-Kultur.

## Fundorte
- Pișcolt-Lutărie
- Tășnad-Sere
- Ciumești
- Halmeu
- Urziceni-Vamă
- Mukachevo-Mala Hora

## Beziehungen zu anderen Kulturen
Die Körös-Criș-Kultur und die Starčevo-Kultur sind die formativen Kulturen, also gewissermaßen die Vorläuferkulturen, für die bandkeramische Kultur im Westen und der Alföld-Linearkeramik bzw. von Pișcolt-Kultur im Osten.